# Bularros
Bularros  és un municipi de la província d'Àvila, a la comunitat autònoma de Castella i Lleó. Limita al Nord amb Villaflor i Aveinte, a l'est amb Monsalupe, Àvila i Marlín, al Sud amb Sanchorreja; i a l'oest amb Gallegos de Altamiros.